# Conus granum
Espèce
Statut de conservation UICN

 LC  : Préoccupation mineure
Conus granum est une espèce de mollusques gastéropodes marins de la famille des Conidae.
Comme toutes les espèces du genre Conus, ces escargots sont prédateurs et venimeux. Ils sont capables de « piquer » les humains et doivent donc être manipulés avec précaution, voire pas du tout.

## Description
La taille de la coquille varie entre 18 mm et 40 mm.

## Distribution
Cette espèce marine est présente au large des Maldives, Taiwan, Fidji, Nouvelle-Calédonie et de l'Australie (Territoire du Nord, Queensland).

### Niveau de risque d’extinction de l’espèce
Selon l'analyse de l'UICN réalisée en 2011 pour la définition du niveau de risque d'extinction, cette espèce est présente d'Okinawa et des Philippines à la Papouasie-Nouvelle-Guinée et à la Nouvelle-Calédonie ; à l'ouest de l'Australie, à l'île Maurice, à l'ouest de la Thaïlande et aux Maldives ; probablement aussi dans l'archipel des Tuamotu et à Fidji. Cette espèce a une vaste aire de répartition, est considérée comme commune et ne semble pas faire l'objet de menaces majeures. De plus, elle se trouve probablement dans des zones marines protégées dans certaines parties de sa répartition. Elle est classée dans la catégorie préoccupation mineure.

## Taxonomie

### Publication originale
L'espèce Conus granum a été décrite pour la première fois en 1985 par les malacologistes Dieter Röckel (1922-2015) et Horst Fischöder dans la publication intitulée « Spixiana »,.

### Synonymes
- Conus (Leporiconus) granum Röckel & Fischöder, 1985 · appellation alternative
- Leporiconus granum (Röckel & Fischöder, 1985) · non accepté

## Identifiants taxonomiques
Chaque taxon catalogué par les bases de données biologiques et taxonomiques possède un identifiant qui permet d'établir un point de référence. Les identifiants de Conus granum dans les principales bases sont les suivants :
AFD : Conus_(Leporiconus)_granum - BOLD : 655872 - CoL : XXHV - GBIF : 5795728 - iNaturalist : 431999 - IRMNG : 11244755 - NCBI : 591046 - TAXREF : 138078 - UICN : 192505 - WoRMS : 428144